# Gil Gavbara
Gil Gavbara (in persianoگیل گیلانشاه, noto su fonti arabe come Jil-i Jilanshah e Gavbarih; ... – 660) è stato un sovrano sasanide, fondatore della dinastia dei Dabuyidi nel 642 e che regnò fino alla sua morte.

## Origini
Secondo Ibn Isfandiyar, i Dabuyidi discendevano dal fratello dello scià sassanide Kavadh I, che si chiamava Jāmāsp. Gil Gavbara era figlio di Piruz, che viene descritto coraggioso come l'eroe mitologico iraniano Rostam. Piruz più tardi divenne il sovrano di Gilan, e sposò una donna che gli diede un figlio di nome Gil Gavbara.

## Biografia
Intorno al 642, Piruz morì e gli succedette il figlio Gil Gavbara come regnante di Gilan. Gil Gavbara, successivamente, ebbe il controllo di tutto il Tabaristan, per cui ottenne i titoli di Gil-Gilan ("regnante di Gilan") e Padashwargarshah ("Scià di Patashwargar", l'antico nome delle montagne del Tabaristan), che andarono al figlio di Gil Gavbara, Dabuya, conferiti dall'ultimo scià sassanide Yazdegerd III.